# Maison Belmont
La maison Belmont, appelée aussi clan Belmont ou famille Belmont, est une famille issue de la série de jeux vidéo Castlevania, créée par Konami.
Tous les membres de cette famille transylvanienne sont des chasseurs de vampires de génération en génération. Ils sont connus pour affronter le comte Dracula et ses affiliés tous les siècles, mais la chronologie de Castlevania démontre que les affrontements Dracula/Belmont peuvent être plus éloignés ou plus proches. Certains membres sont jouables dans le même jeu : Castlevania Judgment.
La famille Belmont est aussi présente dans la série Netflix Castlevania, notamment avec Trevor Belmont, l’un des protagonistes principaux.

## Chronologie
La chronologie de la série est celle de la famille Belmont. Elle affronte l'immortel comte Dracula à chaque génération.
Dans l'ordre chronologique du temps (et non pas celui de la série), les membres se succèdent ainsi :
| Nom                 | Jeu(x) | Note                                                                                        |
| ------------------- | --- | ------------------------------------------------------------------------------------------- |
| Léon Belmont        | Castlevania: Lament of Innocence                                                                                  |                                                                                             |
| Sonia Belmont       | Castlevania Legends                                                                                               |                                                                                             |
| Trevor Belmont      | Dracula's Curse, Castlevania: Curse of Darkness et Castlevania: Lords of Shadow 2                                 | Fait office de personnage secondaire dans Castlevania: Curse of Darkness.                   |
| Christopher Belmont | Castlevania: The Adventure                                                                                        |                                                                                             |
| Soleil Belmont      | Castlevania II: Belmont's Revenge                                                                                 |                                                                                             |
| Desmond Belmont     | Castlevania: Order of Shadows                                                                                     |                                                                                             |
| Simon Belmont       | Castlevania, Castlevania II: Simon's Quest, Super Castlevania IV et Castlevania: Lords of Shadow - Mirror of Fate |                                                                                             |
| Juste Belmont       | Castlevania: Harmony of Dissonance                                                                                | Petit-fils de Simon                                                                         |
| Richter Belmont     | Akumajō Dracula X: Chi no Rondo, Castlevania: Vampire's Kiss et Castlevania: Symphony of the Night                | Petit-fils de Juste                                                                         |
| Maria Renard        | Akumajō Dracula X: Chi no Rondo, Castlevania: Symphony of the Night                                               | N'appartient au clan que par alliance, sa sœur étant l'épouse de Richter                    |
| John Morris         | Castlevania: The New Generation                                                                                   | Fils de Quincey Morris du roman Dracula de Bram Stoker, c'est une lignée secondaire du clan |
| Jonathan Morris     | Castlevania: Portrait of Ruin                                                                                     | Fils de John                                                                                |
| Julius Belmont      | Castlevania: Aria of Sorrow et Castlevania: Dawn of Sorrow                                                        |                                                                                             |
| Gabriel Belmont     | Castlevania: Lords of Shadow et Castlevania: Lords of Shadow 2                                                    | Devient Dracula dans Lords of Shadow 2                                                      |

Simon et Richter sont des personnages jouables dans Super Smash Bros. Ultimate, Richter étant le combattant Echo de Simon.

## Armes
Pour lutter contre Dracula et ses sbires qui tentent de les évincer, les Belmont se munissent d'armes diverses, notamment des croix, haches, épées, eau bénite, fouets, des armes régulièrement utilisées par la lignée.
Le fouet des Belmont est une arme légendaire. Il s'agit à l'origine du fouet alchimique créé par Rinaldo Gandolfi dans la forêt de la nuit éternelle, au cours de l'épisode Lament of Innocence. Lorsque Léon Belmont l'obtient il ne dispose pas du pouvoir de tuer les vampires. Pour cela il lui faut absorber au cours d'un rituel l'âme d'une personne infectée mais qui n'est pas encore devenue vampire. Dans ses aventures Léon aura à sacrifier sa bien-aimée, mordue par le vampire Walter Bernhard, afin de pouvoir le supprimer et restaurer la paix dans la région. À la suite de cela, l'arme gagnera son titre de Tueur de vampires et sera transmise aux autres membres de la famille Belmont pour « chasser la nuit » que représente le comte Dracula.
L'opus Lords of Shadow propose une autre version de la création du fouet, s'agissant d'un reboot de la série. Rinaldo Gandolfi est encore une fois le personnage responsable de la création de l'arme. Au départ il s'agit d'un fouet composé d'une croix de combat, arme polyvalente réalisée avec des fragments des clous ayant servi à crucifier Jésus, et d'une chaîne extensible. Une fois la croix munie d'un pieu, le fouet prend le nom de Vampire Killer (« Tueur de vampires »).